# Les Fagnes
Pour les articles homonymes, voir Fagne.
Les Fagnes est un quartier de la commune belge d'Engis située en Région wallonne dans la province de Liège.
Avant la fusion des communes de 1977, le quartier faisait déjà partie de la commune d'Engis.

## Situation

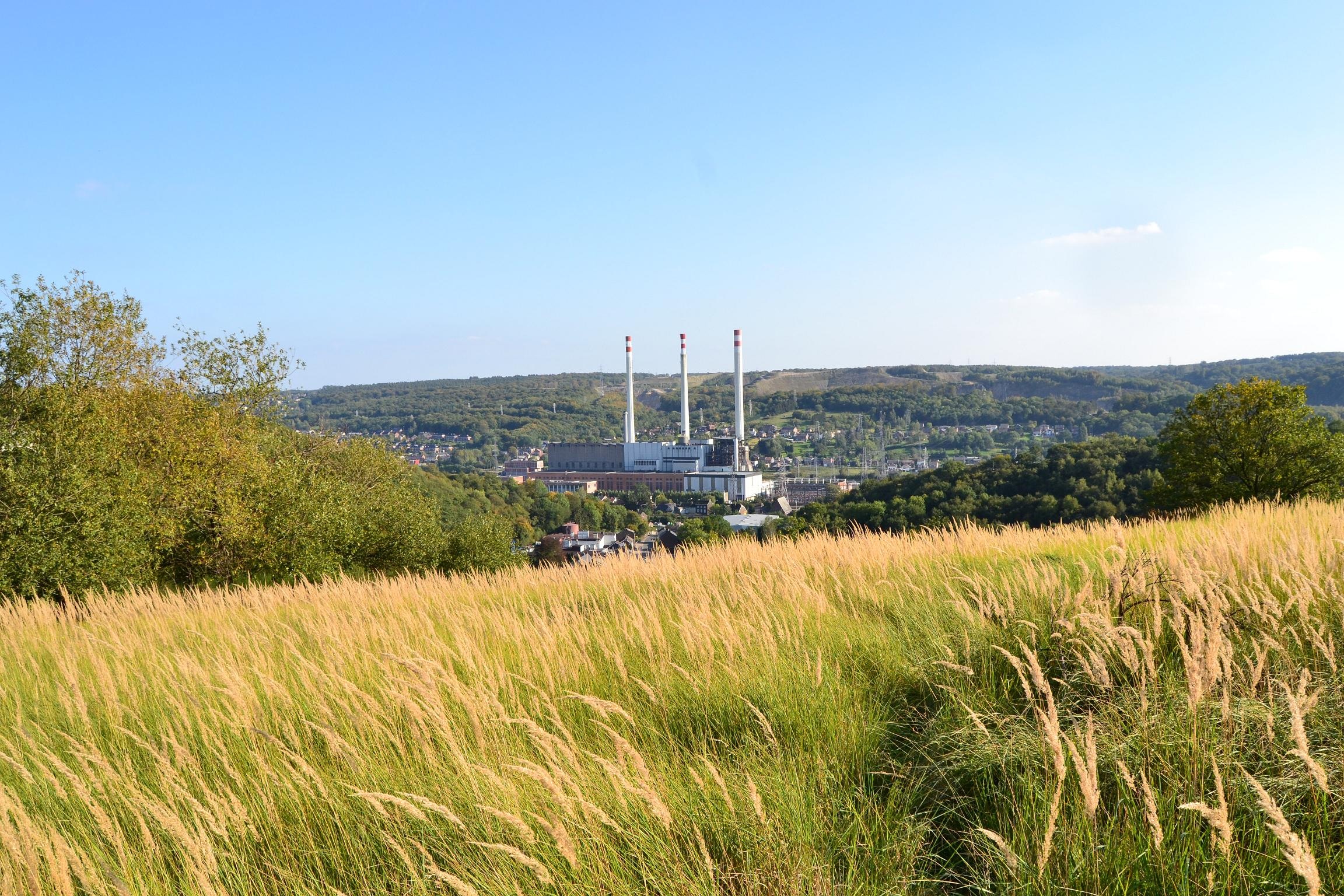
Vue de la centrale des Awirs depuis le plateau surplombant les grottes

Les Fagnes est un important quartier sis sur les hauteurs du village d'Engis au-dessus du versant nord de la Meuse et en direction des Awirs (commune de Flémalle). Vu du ciel, ce quartier a la forme approximative d'un demi-cercle. Le quartier surplombe les Grottes Schmerling, premier site de découverte des Néandertaliens.

## Description
Les Fagnes est constitué de 232 constructions bâties en série par une société de logements sociaux le long des huit rues et des trois squares que compte ce quartier construit dans les années 1950.

## Activités
L'école communale des Fagnes située au centre du quartier (rue des Prés) date de 1964.
Le stade des Fagnes se compose de deux terrains de football (dont un synthétique) abritant plusieurs clubs : le FC Engis, le FC Les Oranges de Liège et Stockay B.